# Elfo

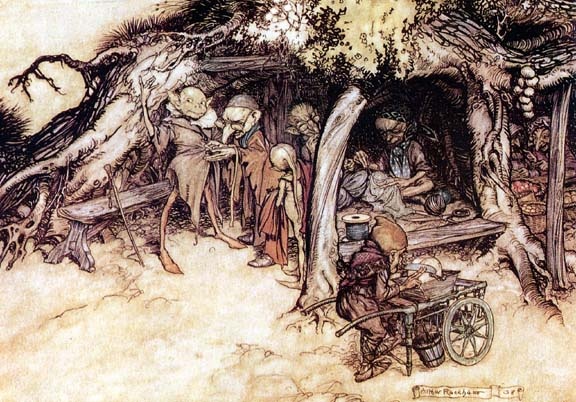
Illustrazione di Arthur Rackham degli elfi in Sogno di una notte di mezza estate di William Shakespeare

Un elfo è una creatura soprannaturale presente nella mitologia e nei folclori germanici e nella mitologia norrena. Nella cultura medievale dell'Europa nord-occidentale generalmente si pensava agli elfi come ad esseri dotati di poteri magici e di una bellezza soprannaturale, e che ricoprivano un ruolo di ambivalenza nei confronti della gente comune, dunque capaci di aiutare ma anche ostacolare. Tuttavia, i dettagli di queste credenze variano considerevolmente nel tempo, creando varianti sia nelle culture pre-cristiane che in quelle cristiane. 
La parola elfo si trova in tutte le lingue germaniche e sembra che originariamente significasse "essere bianco". Ricostruire il concetto iniziale di un elfo dipende in gran parte dai testi, scritti dai cristiani, in inglese antico e medio, tedesco medievale e norreno. 
Non vi è dubbio che le credenze sugli elfi abbiano le loro origini prima della conversione al cristianesimo e la cristianizzazione associata dell'Europa nord-occidentale. Per questo motivo, la credenza negli elfi è stata spesso etichettata come "pagana" e "superstizione" dal Medioevo fino ai recenti studi. Tuttavia, quasi tutte le fonti testuali sopravvissute sugli elfi sono state prodotte dai cristiani (siano essi monaci anglosassoni, poeti islandesi medievali, primi ballerini moderni, collezionisti di folclore del diciannovesimo secolo o persino autori fantasy del XX secolo). Le convinzioni attestate sugli elfi devono quindi essere intese come parte della cultura cristiana dei parlanti germanici e non semplicemente come reliquia della loro religione pre-cristiana.  Dopo l'età medievale, la parola elfo tese a diventare meno comune in tutte le lingue, venendo sostituito da termini nativi alternativi come zwerc ("nano") in tedesco, huldra ("essere nascosto") nelle lingue scandinave o termini presi in prestito come fata (derivato dal francese in tutte le lingue germaniche). Tuttavia, le credenze negli elfi persistettero nei primi periodi moderni, in particolare in Scozia e Scandinavia, dove gli elfi erano considerati persone magicamente potenti che vivono, di solito invisibili, al fianco delle comunità umane.
Nonostante ciò, sono rimasti associati a malattie e minacce sessuali. Ad esempio, un certo numero di ballate moderne nelle isole britanniche e in Scandinavia, originate nell'età medievale, descrivono elfi che tentano di sedurre o rapire personaggi umani. Con l'urbanizzazione e l'industrializzazione nel XVIII e XIX secolo, le credenze negli elfi diminuirono rapidamente (sebbene l'Islanda ebbe qualche tendenza a continuare a crederci). Tuttavia, dalla prima età moderna in poi, gli elfi iniziarono ad essere prominenti nella letteratura e nell'arte delle élite istruite. Questi elfi letterari erano immaginati come piccoli esseri maliziosi, e il Sogno di una notte di mezza estate di Shakespeare rappresenta uno sviluppo chiave di questa idea. Nel diciottesimo secolo, gli scrittori romantici tedeschi furono influenzati da questa nozione dell'elfo e reimportarono la parola inglese elf nella lingua tedesca. Da questa cultura d'élite romantica arrivarono gli elfi della cultura popolare emersi nel XIX e nel XX secolo. Gli "elfi natalizi" della cultura popolare contemporanea sono una tradizione relativamente recente, diffusasi verso la fine del diciannovesimo secolo negli Stati Uniti. Gli elfi sono entrati nel genere dell'High fantasy del XX secolo sulla scia di opere pubblicate da autori come J. R. R. Tolkien, che hanno divulgato di nuovo l'idea degli elfi come esseri antropomorfi di dimensioni umane.
In Sicilia nel contesto delle donas de fuera (streghe dalle sembianze di fate) sono presenti gli elfi, unica presenza in Italia e in Europa meridionale che accomuna la Sicilia al folclore e alla mitologia nordica delle isole britanniche.

## Etimologia

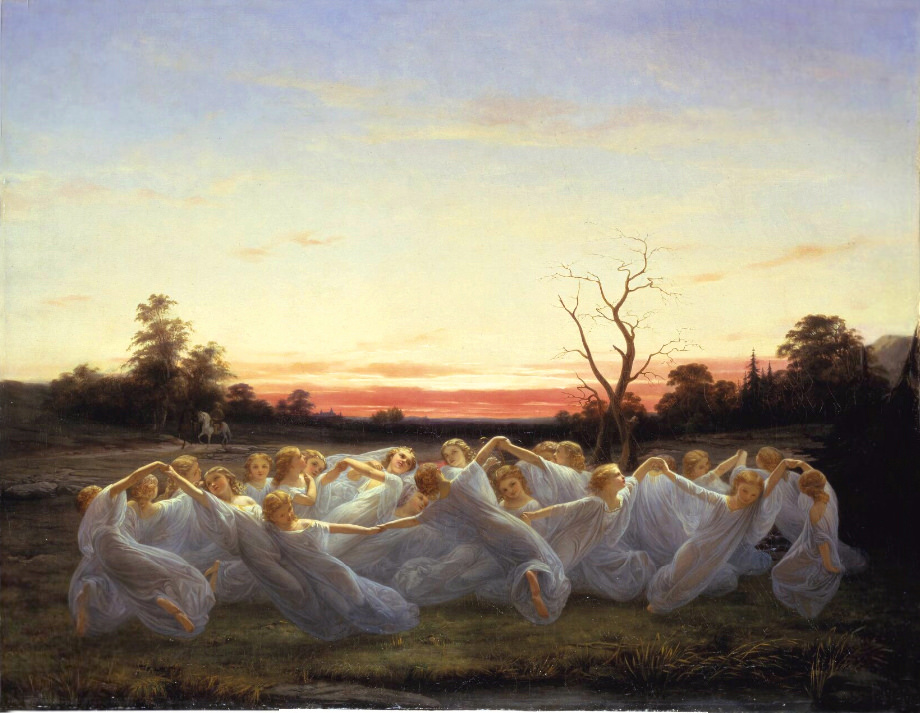
Nils Blommér, Ängsälvor ("Elfi sul prato" in svedese), 1850

La parola inglese elf deriva da un termine inglese antico più spesso attestato come ælf (il cui plurale sarebbe stato * ælfe). Sebbene questa parola avesse una varietà di forme in diversi dialetti dell'antica lingua anglosassone, queste convergevano sulla forma elf durante il periodo dell'inglese medio. Nell'inglese antico, per gli elfi femminili venivano usate forme separate (come ælfen, a partire dal comune germanico * ɑlβ(i)innjō). Tuttavia, durante il periodo del medio inglese, la parola elfo arrivò abitualmente ad includere anche gli esseri femminili. I principali affini germanici medievali (parole di origine comune) dell'elfo sono alfr in nordico antico, alfar al plurale e Alp nell'alto tedesco, alpî al plurale, elpî (accanto a Elbe femminile). Queste parole devono essere state ereditate dal ceppo germanico comune, l'antenato della lingua inglese, tedesca e scandinava: le forme germaniche comuni devono essere state * ɑlβi-z e ɑlβɑ-z.
* ɑlβi-z ~ * ɑlβɑ-z è generalmente considerato imparentato col latino albus ('bianco'); l'irlandese antico ailbhín (''stormo"); l'albanese elb ('orzo'); il greco ἀλφούς alphùs 'bianco'; l'islandese álpt ('cigno'). Queste parole provengono tutte da una base indoeuropea  albh-, e sembrano essere collegate all'idea di bianco. La parola germanica presumibilmente in origine significava "persona bianca", forse come eufemismo. Jakob Grimm pensava che il candore implicasse connotazioni morali positive e, annotando lo ljósálfar di Snorri Sturluson, suggeriva che gli elfi fossero divinità della luce. Ciò non è comunque scontato, i termini affini suggeriscono il bianco opaco anziché il bianco splendente e, dato che nei testi scandinavi medievali il candore è associato alla bellezza, Alaric Hall suggerisce che gli elfi possono essere stati definiti "i bianchi" perché considerati belli. Ciò denota un'etimologia completamente diversa, che rende l'elfo affine con i Ṛbhu, artigiani semi-divini nella mitologia indiana. Ciò fu suggerito anche da Franz Felix Aldabert Kuhn, nel 1855. In questo caso, * ɑlβi-z connota il significato di "abile, inventivo, intelligente" ed è affine al termine latino labor, nel senso di "lavoro creativo". Sebbene spesso menzionata, questa etimologia non è tuttavia ampiamente accettata.

## Elfi in testi medievali e credenze popolari post-medievali

### Elfi come cause di malattia
I primi manoscritti superstiti che menzionano gli elfi in qualsiasi lingua germanica provengono dall'Inghilterra anglosassone. Le prove medievali inglesi hanno quindi attratto ricerche e dibattiti piuttosto ampi. Nell'inglese antico, gli elfi sono spesso citati nei testi medici che attestano la convinzione comune secondo cui essi potrebbero affliggere gli esseri umani e il bestiame con malattie: apparentemente per lo più con insonnia, dolori interni e disturbi mentali. Il più famoso dei testi medici è il fascino metrico Wið færstice ("contro un dolore lancinante"), dalla raccolta del X secolo Lacnunga, ma la maggior parte delle attestazioni si trovano nel Bald's Leechbook and Leechbook III. del X secolo. Questa idea continua anche nelle successive tradizioni della lingua inglese: gli elfi continuano ad apparire nei testi medici medi inglesi. Le credenze degli elfi che causavano malattie rimasero insistenti anche nella prima età moderna scozzese (XVI -XVIII secolo), dove essi erano considerati persone straordinariamente potenti che vivevano invisibilmente al fianco delle popolazioni rurali. Per questo vennero spesso menzionati nei processi di stregoneria della prima età moderna scozzese: molti testimoni nei processi sostenevano che avessero poteri curativi o, al contrario, di conoscere persone o animali resi malati dagli elfi. In tutte queste testimonianze, gli elfi vennero a volte associati con il soprannaturale, similmente agli incubus e in particolar modo agli Alp.

#### Colpo dell'elfo
In alcuni testi medici in inglese antico gli elfi sembrerebbero essere considerati come una malattia infettiva derivata dalle ferite causate dalle frecce. Nel ventesimo secolo, gli studiosi sostenevano spesso che le tipiche malattie causate dagli elfi fossero derivate da un "elf-shot" (letteralmente "tiro dell'elfo", ma meglio traducibile come ''colpo dell'elfo"), ma gli studi dagli anni '90 in poi suggeriscono che l'interpretazione secondo la quale gli elfi infliggessero malattie in questo modo potrebbe essere inesatta. Il dibattito sul significato di elf-shot è ancora in corso.
Il nome elf-shot in realtà appare per la prima volta in una poesia scozzese, Rowlis Cursing, del 1500 circa, in cui l'elf-shot è elencato in una serie di maledizioni da infliggere a dei ladri di polli. Il termine potrebbe non aver sempre denotato un proiettile reale: shot poteva significare "dolore acuto" quanto "proiettile". Nella prima età moderna scozzese la parola elf-schot e altri termini come Elf-arrowhead sono stati talvolta usati per indicare teste di frecce neolitiche, seguendo la convinzione che esse fossero create dagli elfi. In alcuni processi di stregoneria, le persone affermavano che queste teste di frecce venissero usate nei rituali di guarigione e, occasionalmente, che le streghe (e forse anche gli elfi) le usassero per ferire la gente e il bestiame.

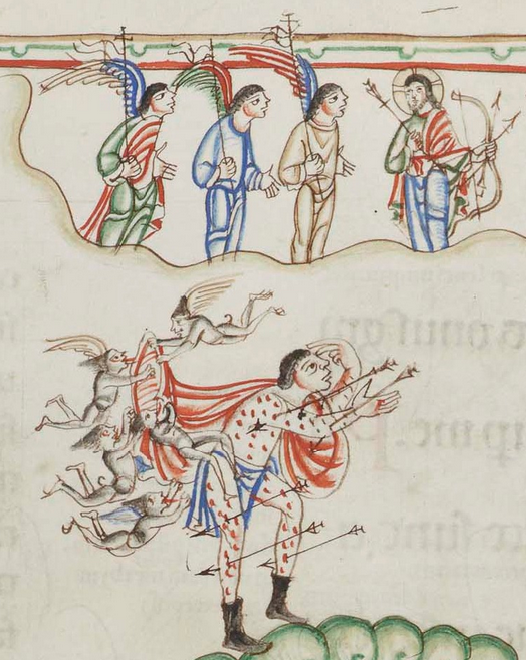
Salterio di Eadwine f 66r dettaglio: Cristo e demoni che attaccano il salmista.

#### Dimensioni, aspetto e sessualità
A causa dell'associazione degli elfi con la malattia, nel ventesimo secolo, la maggior parte degli studiosi immaginava che gli elfi nella tradizione anglosassone fossero esseri piccoli, invisibili, demoniaci, che causavano malattie con le frecce. Ciò è stato incoraggiato dall'immagine presente nel Salterio di Eadwine, che divenne molto popolare all'interno di questo contesto. Tuttavia, questo è ora considerato un fraintendimento: l'immagine sembrerebbe essere un'illustrazione convenzionale delle frecce di Dio e dei demoni cristiani. Piuttosto, un recente studio suggerisce che gli elfi anglosassoni, come gli elfi della Scandinavia o l'irlandese Sidhe fossero considerati grandi quanto persone.  nel Medio inglese e nella prima età moderna scozzese, mentre apparvero ancora come causa di danno e pericolo, gli elfi vennero considerati chiaramente come esseri dalle dimensioni umane. Sono stati associati alle tradizioni romantiche cavalleresche medievali delle fate e in particolare all'idea di una regina delle fate. La propensione a sedurre o stuprare le persone divenne sempre più importante per la narrativa. Intorno al XV secolo, data l'assidua convinzione comune, cominciarono ad apparire prove che gli elfi rubassero bambini umani sostituendoli con degli Changeling.

## Antichi testi norreni
Le prove della credenza negli elfi nella Scandinavia medievale al di fuori dell'Islanda sono molto scarse, ma le prove islandesi sono singolarmente ricche. Per molto tempo, le vedute sugli elfi nella mitologia norrena furono definite dalla Edda in prosa di Snorri Sturluson, che parla di svartálfar/dökkálfar e ljósálfar ("elfi neri"/"elfi oscuri" e "elfi lucenti"). Tuttavia, queste parole sono attestate solo nell'Edda in prosa e nei testi basati su di esso, ed è ora concordato che riflettano le tradizioni di nani, demoni e angeli, in parte mostrando la "paganizzazione" di una cosmologia cristiana appresa dall'Elucidario di Snorri. Gli studiosi della mitologia norvegese ora si concentrano sui riferimenti agli elfi nella poesia norrena, in particolare nell'Edda poetica. L'unico personaggio esplicitamente identificato come elfo nella poesia Eddaica classica, se esiste, è Völundr, il protagonista di Völundarkviða. Tuttavia, gli elfi sono spesso citati nella frase allitterante Æsir ok Álfar ('Æsir o elfi') e le sue varianti. Questa era chiaramente una formula poetica ben stabilita, che indicava una forte tradizione di associare gli elfi al gruppo di dei noto come Æsir, o addirittura di suggerire che gli elfi e gli Æsir fossero la stessa cosa. L'accoppiamento è parallelo al poema antico inglese Wið færstice inoltre, nei versi degli Skaldic la parola elfo è usata nello stesso modo delle parole per gli dei. Il diario di viaggio skaldico di Sigvatr Þórðarson, Austrfaravísur, composto intorno al 1020, menziona un álfablót ("sacrificio degli elfi") a Edskogen nell'attuale Svezia meridionale. Non sembra esserci una netta distinzione tra umani e dei; come gli Æsir, quindi, gli elfi erano presumibilmente pensati come umani (antropomorfi) e esistenti in opposizione ai giganti norreni. Molti commentatori hanno anche sostenuto una sovrapposizione concettuale tra elfi e nani nella mitologia norrena, che potrebbe adattarsi alle tendenze delle prove medievali tedesche.
Ci sono prove che fanno supporre che il dio Freyr fosse associato agli elfi. In particolare, Álfheimr (letteralmente "mondo degli elfi") è menzionato come dono per Freyr nel poema Grímnismál. Snorri Sturluson identificò Freyr come uno dei Vanir. Tuttavia, il termine Vanir è raro nei versi dell'Edda, e molto raro nei versi degli Skaldic,  generalmente non è pensato per apparire in altre lingue germaniche. Dato il legame tra Freyr e gli elfi, si è pensato per molto tempo che álfar e Vanir siano, più o meno, parole diverse per lo stesso gruppo di esseri. Tuttavia, ciò non è accettato in modo uniforme. Un kenning (metafora poetica) per il sole, álfröðull (letteralmente "disco elfo" ma anche "Gloria degli elfi"o "Paradiso elfico"), ha un significato incerto, ma è in qualche modo indicativo di uno stretto legame tra elfi e il sole. Sebbene le parole abbiano un significato non ben definito, sembra abbastanza chiaro che Völundr sia descritto come uno degli elfi in Völundarkviða. Il suo atto più importante nel poema è quello di violentare Böðvildr, questo denota come il poema associ agli elfi a una minaccia sessuale per le ragazze. La stessa idea è presente nelle due poesie Eddaiche post-classiche, influenzate dal romanzo cavalleresco o Lai bretone, Kötludraumur e Gullkársljóð. L'idea degli elfi come predatori sessuali si verifica anche nelle tradizioni successive della Scandinavia, e ciò potrebbe essere una prima attestazione di una tradizione importante.

## Elfi nel Fantasy moderno
L'immagine moderna degli Elfi del Piccolo Popolo rimandano quasi interamente alla rappresentazione artistica di Arthur Rackham. Alla fine degli anni Settanta, gli elfi diventano protagonisti dei visionari viaggi degli artisti Brian Froud e Alan Lee.
Con il nascere della letteratura fantasy, gli elfi diventano perfetti protagonisti di racconti e romanzi. Un esempio di questo fenomeno è la mitologia di John Ronald Reuel Tolkien, autore de Il Signore degli Anelli, che descrive gli elfi come creature di una bellezza ultraterrena, con voci melodiose e cristalline, abili nella forgiatura delle spade, agili e immortali, riportando i canoni antichi nella narrativa. Essi non invecchiano né si ammalano e rimangono d'aspetto florido e vigoroso dal raggiungimento dell'età adulta in poi, ma possono essere uccisi in battaglia, poiché sono immortali ma non invulnerabili. Gli elfi continuano ad apparire in molti romanzi fantasy. Terry Brooks ne sceglie uno come protagonista del suo libro La spada di Shannara, descrivendolo di struttura esile e di statura medio bassa, ma dotato di grande agilità. Gli elfi rifiutano di imparare la magia dei maghi.
L'immagine dell'elfo viene profondamente cambiata nei libri di J. K. Rowling, che nella saga di Harry Potter li descrive (Ispirandosi alla figura dei brownie) come domestici al servizio dei maghi, piccoli, esili e dotati di innati poteri magici. In alcuni romanzi gli elfi vengono descritti anche come esseri simili alle fate. Christopher Paolini, nei suoi romanzi, riprende l'immagine dell'elfo come un essere di aspetto bellissimo, fisicamente molto più forte di un uomo. Questo autore descrive gli elfi anche come esseri intriganti e affascinanti, ma talvolta ambigui (anche questa una caratteristica derivante dalla mitologia), pur non dimostrando aperta ostilità verso gli uomini.
Nei romanzi Fantasy di Margaret Weis e Tracy Hickman (Raistlin, l'alba del male - Raistlin, I fratelli in armi etc.) gli elfi hanno fattezze simili agli elfi descritti nei romanzi di Tolkien, quindi come creature alte e di bell'aspetto e con notevoli abilità nel combattimento, tuttavia non vengono loro attribuiti poteri magici. Al contrario, gli elfi che si avvicinano alle arti magiche del male sono definiti Elfi oscuri, sebbene la magia delle Vesti Bianche, positiva, sia consentita agli Elfi, ma solo se di casata reale o nobile. In questa saga compaiono inoltre i "Mezzelfi", creature nate dal connubio di umani con elfi. 
Nei libri "Le cronache del regno della fantasia" di Geronimo Stilton, gli elfi vengono rappresentati come creature simili agli umani, e perciò capaci di invecchiare e morire, tranne che per le orecchie a punta che li contraddistinguono.
Nella saga di Geralt di Rivia di Andrzej Sapkowski gli elfi vengono raffigurati di bell'aspetto e dominatori del mondo ma, in seguito all'arrivo degli umani, vittime di persecuzioni razziali e ghettizzati. Pertanto si formerà un gruppo di ribelli chiamato "Scoia'tael" che combatte gli umani.
Nella serie Mondo Disco di Terry Pratchett gli elfi sono esseri ostili e privi di empatia, provenienti da un'altra dimensione. Sono in grado di manipolare la mente delle persone e non sopportano il ferro. Hanno il ruolo di antagonisti nel libro Streghe di una notte di mezza estate e L'intrepida Tiffany e i piccoli uomini liberi.
Nel gioco di ruolo online Vindictus gli elfi sono esseri alti, muscolosi e lenti, hanno una carnagione grigiastra e non indossano altro che uno straccio legato alla vita, trascinano una pesante clava che usano come arma.
Nel MMORPG World of Warcraft di Blizzard Entertainment gli elfi sono descritti come esseri alti, dalla carnagione che varia dal viola al bianco candido, incredibilmente longevi ed estremamente saggi, oltre che affini alla natura e alle arti magiche. Sono divisi in varie sotto-razze e, a seconda di quella a cui appartengono, possono essere incredibilmente spocchiosi e vanitosi, oppure estremamente dipendenti dalla magia, o anche razzisti nei confronti della maggior parte delle altre razze, specialmente nei confronti dei troll, dai quali discendono.
All'inizio del manga Elfen Lied ci si riferisce ai diclonius come "elfi".
Nel manga Drifters, gli elfi vengono rappresentati come esseri agili e longevi con le orecchie lunghe a punta; le creature del manga di Kohta Hirano sono anche fertili una sola volta all'anno.
Nell'omonima serie a fumetti francese gli elfi rivestono la parte di protagonisti della storia, ambientata nelle terre di Arran.
Nella saga letteraria del Mondo Emerso (nella sua parte conclusiva, ovvero la trilogia delle Leggende del Mondo Emerso), Licia Troisi descrive gli Elfi come esseri di alta statura, esili, dai capelli verdi e dagli occhi viola, grandi guerrieri; essi vivono nelle terre sconosciute al di là del Saar, il Grande Fiume che segna il confine occidentale del Mondo Emerso, in quattro città-stato. Sono i principali antagonisti, che invadono il Mondo Emerso per riconquistarlo (infatti, era la loro terra, che chiamavano "Erak Maar", prima che gli Uomini la invadessero).